# ジョニー・ヘッカー
ジョニー・ヘッカー（Johnny Hekker 1990年2月8日- ）はワシントン州ボセル出身のアメリカンフットボール選手。現在NFLのテネシー・タイタンズに所属している。ポジションはパンター。スーパーボウルにおけるパントキックの最長記録保持者。

## 経歴

### プロ入り前
オレゴン州立大学では、2011年のユタ大学戦で6回のパントを蹴り、平均52.5ヤードを記録した。その一方、ウィスコンシン大学戦では逆風があったわけではないのにミスキックにより、マイナス4ヤードのパントを記録している。

### セントルイス/ロサンゼルス・ラムズ
2012年ドラフト外フリーエージェントでセントルイス・ラムズと契約を結んだ。プレシーズンでトム・マローンとのポジション争いに勝った。
第2週には3回のパントで163ヤード、ネット平均でも48.7ヤードの陣地を挽回し、NFL週間最優秀新人選手にノミネートされた。この試合では66ヤードのパントを蹴っている。
第4週のシアトル・シーホークス戦ではフェイクフィールドゴールで、ダニー・アメンドーラへの2ヤードのタッチダウンパスを成功させた。1970年のNFL、AFL統合以降でラムズのパンターがタッチダウンパスを決めたのは初であった。
第5週のアリゾナ・カージナルス戦では7回のパントで398ヤード、平均56.9ヤードを記録、ドニー・ジョーンズが持っていた1試合でのラムズ記録56.0ヤードを更新した。この試合で彼は敵陣20ヤード以内に3回蹴りこみ、2回は60ヤード以上のパントとなった。また、この試合で彼はパトリック・ピーターソンのリターンタッチダウンを阻止している。この活躍でNFC週間最優秀選手スペシャルチーム部門に選ばれた。また、週間最優秀新人選手候補にもノミネートされた。
第10週のサンフランシスコ・フォーティナイナーズ戦ではフェイクパントを2回行い、パスで40ヤードを獲得した。この週もNFL最優秀新人選手候補にノミネートされた。
2013年、プロボウルに選出された。この年、それまでアンディ・リーが2011年に作ったネット平均でのNFL記録である44.0ヤードを更新する44.2ヤードを記録した。
2014年10月19日のシアトル・シーホークス戦ではランニングバックのベニー・カニングハムへのパスを投じた。
12月5日には6年18000万ドルでラムズと契約延長した。これはパンター史上最大の契約となった。
このシーズンは、80回のパントで、3,721ネットヤード、平均46.51ヤードだった。
2015年ヘッカーはリーグトップの平均ネットヤードを記録した。
2016年、ヘッカーは20ヤード以内に収めたパントの回数が51回という記録を樹立し、また自身の持つ平均パントネットヤード記録を46.0ヤードと更新した。
2016年シーズンは98回のパント、4,680ネットヤード、平均47.76ヤードの成績だった。
2017年9月11日、ラムズと2年契約を延長させ、2022年までの契約を結んだ。 第2週のワシントン・レッドスキンズ戦ではジョシュ・レイノルズへの28ヤードのフェイクパントパスを決めた。 12月19日には自身4度目のプロボウルに選出された。 このシーズンは65回のパント、3,113ネットヤード、平均47.89ヤードを記録した。
このシーズン、ラムズは11勝5敗でプレーオフに進出したため、自身初となるポストシーズンの試合に出場した。アトランタ・ファルコンズとのワイルドカードゲームでは、5回のパント、218ヤード、平均43.6 ヤードをマークした。チームは26–13で敗れた。
2018年第2週のアリゾナ・カージナルス戦ではグレッグ・ズーラインの怪我によりプレースキッカーとしてエクストラポイントキックとフィールドゴールを決めてチームの34–0の勝利に貢献した。 このシーズン、ヘッカーはフェイクパントとして2回のパスを成功させ19ヤードを獲得した。
チームは地区優勝を果たし、プレーオフではダラス・カウボーイズとニューオーリンズ・セインツを破り第53回スーパーボウルに進出した。セインツとのNFCチャンピオンシップゲームではサム・シールズへの12ヤードパスを成功させ、試合のチーム初得点に絡んだ。 ニューイングランド・ペイトリオッツとのスーパーボウルでは、65ヤードのパントキックを記録し、それまでライアン・アレンが持っていたスーパーボウル記録を更新した。ヘッカーは9回のパントで417ヤードを記録した。チームは3-13で敗れ、スーパーボウルリング獲得とはならなかった。
2019年シーズンはキャリアで4番目の数字となるパント平均47.4ヤードという成績であった。
2020年シーズンではキャリア3度目となるスペシャルチームの月間MVPに選ばれた。このシーズンはパント3,099ヤードという記録を残した。
2021年シーズンは、パント2,252ヤードという成績を残した。チームは3年ぶりにスーパーボウルに進出した。シンシナティ・ベンガルズと対戦した第56回スーパーボウルでは先発出場し、6回パントを蹴った。チームも23-20で勝利し、スーパーボウルリングを3年越しに獲得した。
シーズンオフにラムズからリリースされた。

### カロライナ・パンサーズ
2022年3月18日にカロライナ・パンサーズと3年契約を結んだ。

### テネシー・タイタンズ
2025年3月13日にテネシー・タイタンズと1年契約を結んだ。

## 選手としての特徴
高校時代にはクォーターバックとしてプレーしていた経験から、パントキックを蹴ると見せかけて、ヘッカー自らパスを投じるフェイクパントをみせることがある。前述の通り、ルーキーイヤーにはタッチダウンパスも記録している。